# Balatonújlak, Somogy
Balatonújlak  este un sat în districtul Marcal, județul Somogy, Ungaria, având o populație de 479 de locuitori (2011). 

## Demografie
Componența etnică a satului Balatonújlak
     Maghiari (90,29%)
     Germani (5,52%)
     Romi (1,99%)
     Necunoscut (2,21%)
     Alții (2,21%)
Componența confesională a satului Balatonújlak
     Romano-catolici (72,23%)
     Fără religie (4,8%)
     Reformați (1,04%)
     Necunoscută (21,09%)
     Luterani (0,84%)
     Alte religii (0,84%)
Conform recensământului din 2011, satul Balatonújlak avea 479 de locuitori. Din punct de vedere etnic, majoritatea locuitorilor (90,29%) erau maghiari, existând și minorități de germani (5,52%) și romi (1,99%). Apartenența etnică nu este cunoscută în cazul a 2,21% din locuitori.  Din punct de vedere confesional, majoritatea locuitorilor (72,23%) erau romano-catolici, existând și minorități de persoane fără religie (4,8%) și reformați (1,04%). Pentru 21,09% din locuitori nu este cunoscută apartenența confesională.